# Michael O'Neill (voetballer)
Michael O'Neill (Portadown, 5 juli 1969) is een Noord-Ierse voetbalcoach en gewezen voetballer. In december 2022 begon hij aan zijn tweede termijn als bondscoach van het Noord-Iers voetbalelftal. Tussen 2011 en 2020 was O'Neill ook al bondscoach van de Noord-Ieren en daarmee kwalificeerde hij zich voor het EK 2016.

## Spelerscarrière
Michael O'Neill maakte in 1984 zijn debuut voor het Noord-Ierse Coleraine FC. Drie jaar later ruilde de aanvallende middenvelder de club in voor Newcastle United, dat op dat ogenblik geleid werd door de van Coleraine afkomstige trainer Willie McFaul. Onder zijn landgenoot kreeg O'Neill, die bij Newcastle een ploeggenoot werd van onder meer Paul Gascoigne en Mirandinha, regelmatig speelkansen. In het seizoen 1987/88 werd hij met twaalf doelpunten topschutter van het team. Hij werd dat jaar ook uitgeroepen tot de beste speler van Newcastle.
In 1989 verhuisde de 20-jarige O'Neill naar Dundee United. Met de Schotse club eindigde hij vier jaar op rij op de vierde plaats in de competitie. In de zomer van 1993 stapte hij over naar middenmoter Hibernian FC, waar hij uitgroeide tot een vaste waarde.
Na zeven seizoenen in Schotland keerde de Noord-Ierse middenvelder terug naar Engeland. Hij tekende een contract bij Coventry City, dat toen uitkwam in de Premier League. O'Neill kwam bij de Engelse club amper aan spelen toe. In 1998 werd hij uitgeleend aan het Schotse Aberdeen en de Engelse tweedeklasser Reading.
Na de twee uitleenbeurten ging O'Neill aan de slag bij Wigan Athletic, dat toen uitkwam in de Football League One, de derde divisie in het Engelse voetbal. Bij Wigan was hij twee seizoenen een titularis. In 1999 won hij met de Engelse club de Football League Trophy en Lancashire Senior Cup.
In 2000 keerde de inmiddels 31-jarige middenvelder terug naar Schotland, waar hij ditmaal de kleuren van St. Johnstone verdedigde. In de loop van 2001 verhuisde hij tijdelijk naar de Verenigde Staten, waar hij een jaar voor Portland Timbers uitkwam. Nadien ging hij aan de slag bij het Schotse Clydebank.
In 2002 keerde O'Neill voor het eerst terug naar zijn geboorteland. De middenvelder ging in de hoofdstad aan de slag bij Glentoran FC. In zijn eerste seizoen voor zijn nieuwe club was hij een vaste waarde en veroverde hij de landstitel, League Cup en County Antrim Shield. Een jaar later kwam hij nog amper aan spelen toe. In 2004/05 sloot hij zijn carrière af bij de Schotse derdeklasser Ayr United.

## Nationale ploeg
O'Neill doorliep de elftallen onder 21 en 23 jaar alvorens zijn debuut te maken voor Noord-Ierland. Tussen 1988 en 1996 kwam hij 31 keer uit voor zijn land en was hij goed voor vier doelpunten. Als speler wist hij zich nooit te kwalificeren voor een groot eindtoernooi.

## Trainerscarrière

### Brechin City
O'Neill werd na zijn spelerscarrière assistent-trainer bij het Schotse Cowdenbeath. In april 2006 werd hij eveneens in Schotland hoofdcoach van tweedeklasser Brechin City. Twee jaar later, in december 2008, stapte hij over naar het Ierse Shamrock Rovers.

### Shamrock Rovers
Onder leiding van O'Neill werd de Ierse club in 2009 vicekampioen. Een jaar later veroverde Shamrock Rovers voor het eerst sinds 1994 nog eens de landstitel. O'Neill werd ook de eerste coach die erin slaagde om met een club van de League of Ireland de groepsfase van een Europees bekertoernooi te bereiken. Zijn club schakelde in 2011 Partizan Belgrado uit en kwalificeerde zich zo voor de groepsfase van de UEFA Europa League. In 2011 werd Shamrock Rovers ook voor het tweede jaar op rij kampioen. Na aanslepende contractonderhandelingen besloot O'Neill in december 2011 om de club te verlaten.

### Bondscoach van Noord-Ierland
Op 28 december 2011 werd O'Neill benoemd als bondscoach van het Noord-Iers voetbalelftal. In zijn eerste duel werd er met 3-0 verloren van Noorwegen. De volgende wedstrijd werd Noord-Ierland met 6-0 ingeblikt door Nederland. In de kwalificatiecampagne voor het WK 2014 zette het elftal van O'Neill wel enkele uitstekende resultaten neer. Zo speelde Noord-Ierland gelijk in Portugal (1-1) en won het thuis van Rusland (1-0). In november 2013 werd het contract van de bondscoach met twee jaar verlengd.
Op 8 oktober 2015 leidde O'Neill zijn land voor het eerst naar het Europees kampioenschap. Voor de Noord-Ieren was het dertig jaar geleden dat ze zich nog eens voor een eindtoernooi gekwalificeerd hadden. Noord-Ierland werd in de achtste finale uitgeschakeld door Wales (0–1), dat won door een eigen doelpunt van de Noord-Ierse verdediger Gareth McAuley.

### Stoke City FC
In januari 2018 werd O'Neill benaderd door de Schotse voetbalbond, maar hij ging niet in op het aanbod. In november 2019 werd O'Neill de nieuwe trainer van Stoke City FC. Hij zou wel de play-offs voor EK-kwalificatie met Noord-Ierland afmaken en bekleedde dus tijdelijk een dubbelfunctie. Deze play-offs zouden aanvankelijk plaatsvinden in maart 2020, maar werden door de coronapandemie uitgesteld. Hierop legde O'Neill alsnog zijn taken bij de Noord-Ierse bond neer, om zich volledig op Stoke City te concentreren. Het eerste seizoen bij Stoke werd door de coronapandemie niet afgemaakt. In het tweede seizoen eindigde Stoke City onder leiding van O'Neill in de Championship in de middenmoot (14e). Na een slechte start van zijn derde seizoen werd hij op 25 augustus 2022 ontslagen. 

### Tweede termijn als Noord-Ierse bondscoach
Op 7 december 2022 werd bekend dat O'Neill de opvolger zou worden van Ian Baraclough bij het Noord-Ierse voetbalteam. Hierdoor stond hij voor zijn tweede termijn als bondscoach. De eerste wedstrijd van O'Neill zou pas in maart 2023 zijn, tegen San Marino in het kader van de EK-kwalificatie. Hij tekende een contract tot en met het EK 2028, waarvoor Noord-Ierland samen met de andere landen in het Verenigd Koninkrijk en de republiek Ierland in de race is voor de organisatierechten.

## Erelijst

### Als speler
Wigan Athletic FC
- Football League Trophy (1): 1999
- Lancashire Senior Cup (1): 1999

Glentoran
- NIFL Premiership (1): 2003
- Irish League Cup (1): 2003
- County Antrim Shield (1): 2003
- Irish Cup (1): 2004

### Als trainer
Brechin City
- Forfarshire Cup (1): 2008

Shamrock Rovers
- Premier Division (2): 2010, 2011
- Setanta Cup (3): 2011